# ヴィーナス・ラジ
ヴィーナス・ラジ(Venus Raj, 本名Maria Venus Raj y Bayonito、1988年7月7日 - )は、フィリピンの女優。ミス・ユニバース2010で第5位入賞。黒い髪と褐色の瞳を持つ。身長175cm。スリーサイズ89-56-89。体重50kg。

## 経歴

### 生い立ち
1988年7月7日、カタールのドーハに生まれる。出生名Maria Venus Bayonito Raj。父はインド人、母はフィリピン人で、1986年から1988年までこの地で家政婦をしていた。5人兄弟姉妹の末っ子である。
生後1か月のとき母に連れられてビコル地方の南カマリネス州バトに移る。おばによる虚偽の証言により、フィリピンの両親のもとに出生と登録される。
元小作農で洋裁の仕立て屋である母と共に育つ。21歳まで、ラジは水田に囲まれた電気のないnipa hut(bahay kubo)（木と竹とanahaw（luyong. Saribus属の椰子）でできたニッパ葺の小屋）に暮らす。
11歳のとき家族の助けになればとミスコンを志す。水田の堤を使ってトレーニングをし、やがて独特のウォーキングを身に着けた。ローカルのミスコンやSan Vicente High School在学中のスピーチコンテストに出場。
ビコル地方アルバイ州レガスピのビコル大学卒業（ジャーナリズム専攻）。
環境天然資源省の出先機関で情報アシスタント（information assistant）として働く傍ら、ビコル地方およびマニラでパートタイムのファッションモデルとして活動。
2007年、フィリピン大学ディリマン校で地域振興を研究し、修士号取得。

### ミスコン
2008年、レガスピを代表してMiss Philippines Earth 2008に出場。Miss Philippines Earth Eco Tourism 2008(第4位に相当)を受賞。母の生活改善の基盤とするため、賞金はローンで土地を買うのに使った。
2010年3月6日、Binibining Pilipinas Universeを受賞。国を代表してミス・ユニバース2010に出場する権利を獲得。また、特別賞のBest in Long Gown, Best in Philippine Terno, Miss Friendshipを受賞。
3月29日、Binibining Pilipinas Charities, Inc.(BPCI) は、彼女の出生証明書に虚偽記載があったとしてタイトルを剥奪する（国籍が理由ではない）。準優勝のDiane Elaine S. Necioは当時17歳、ミス・ユニバースが要求する年齢の必要条件を満たしていないとして、世界大会には第3位のHelen Nicolette Hensonを派遣すると発表した。
この問題は法廷に持ち込まれる可能性もあった。Francis Padua Papica他1名の弁護士が手弁当で彼女のために働いてもよいと申し入れた。
4月10日、BPCIは、有効なフィリピンのパスポートを取得することを条件にラジのタイトルを復活させると発表。
5月19日、フィリピンの外務省はラジのパスポートを発行。
8月、ラジはアメリカへ飛び、ミス・ユニバース2010に出場。第5位入賞。

## フィルモグラフィ

### テレビ
| 年        | タイトル                          | 役                  | ネット      |
| 2011      | Mutya                             | Mikki               | ABS-CBN     |
| 2011–2013 | ASAP 2012                         | Herself(司会)       | ABS-CBN     |
| 2011–2016 | Umagang Kay Ganda                 | Herself(司会)       | ABS-CBN     |
| 2012      | Wansapanataym: Bye, Bye Bangungot | Diwata              | ABS-CBN     |
| 2012      | Maalaala Mo Kaya: Korona          | Herself             | ABS-CBN     |
| 2014      | Wagas                             | January Isaac       | GMA News TV |
| 2015      | Maalaala Mo Kaya                  | Christine Balaguer  | ABS-CBN     |
| 2015      | Tunay Na Buhay                    | Herself(司会)       | GMA Network |
| 2016      | Celebrity Playtime                | Herself(プレイヤー) | ABS-CBN     |
| 2016      | A1 Ko Sa 'Yo                      | Herself             | GMA Network |
| 2017      | Umagang Kay Ganda                 | Herself             | ABS-CBN     |
| 2017      | Family Feud                       | Herself(プレイヤー) | ABS-CBN     |

### 映画
| 年   | タイトル      | 役      | 制作        |
| 2012 | Pridyider     | Celine  | Regal Films |
| 2013 | Slumber Party | Herself | Riginals    |

### 賞歴
- 2011-2012

Umagang Kay Gandaの出演に対し、PMPC Star Awards for TVおよびUPLB Gandingan AwardsのBest Morning Show Host(最優秀モーニングショー司会部門)受賞
- 2013

Umagang Kay Gandaの出演に対し、UPLB Gandingan AwardsのBest Morning Show Host(最優秀モーニングショー司会部門)受賞
- 2014

Business Flightの出演に対し、PMPC Star Awards for TVのBest Travel Show Host(最優秀トラベルショー司会部門)ノミネート